# Gmina Pandrup
Gmina Pandrup (duń. Pandrup Kommune)  – w latach 1970–2006 (włącznie) jedna z gmin w Danii w ówczesnym okręgu północnej Jutlandii (Nordjyllands Amt). 
Siedzibą władz gminy była miejscowość Pandrup. 
Gmina Pandrup została utworzona 1 kwietnia 1970 na mocy reformy podziału administracyjnego Danii. Po kolejnej reformie w 2007 r. weszła w skład gminy Jammerbugt.

## Dane liczbowe
- Liczba ludności: (♀ 5422 + ♂ 5254) = 10 676
  - wiek 0-6: 7,3%
  - wiek 7-16: 13,5%
  - wiek 17-66: 65,1%
  - wiek 67+: 14,1%
- zagęszczenie ludności: 56,5 osób/km²
- bezrobocie: 8,4% osób w wieku 17-66 lat
- cudzoziemcy z UE, Skandynawii i USA: 102 na 10 000 osób
- cudzoziemcy z krajów Trzeciego Świata: 155 na 10 000 osób
- liczba szkół podstawowych: 6 (liczba klas: 81)